# 스튜디오 955
스튜디오 955는 TBN 경남교통방송(창원 FM 95.5MHz, 진주 FM 100.1MHz, 거창 FM 107.3MHz)에서 평일 오전 9시부터 10시 55분까지 방송되는 경남권 지역의 아침 라디오 프로그램이다.

## 일일 코너
- 오늘의 물음표?: 요일별 다른 주제 (추억, 교통, 음악, 생활정보, 연상퀴즈 등)로 청취자와 소통하는 시간
- 음악공감, 한 페이지: 추억의 올드 팝과 최신 히트 팝을 엮어 세대 공감을 이끌어내는 음악 코너
- 2부 여는 말, 갈피에서: 책갈피로 좋은 글귀를 표시하듯, 우리네 시간과 공간 속에 머무는 멋진 말, 글, 그리고 대사를 짚어보는 시간

## 요일 코너

### 월요일
- 칼럼 인 스튜디오: 칼럼으로 읽는 시대의 흐름, 시사 이슈로 한 주를 시작하는 코너(이창복 문화칼럼니스트)
- 토박이말 바라기: 우리 나라와 우리 지역의 고유의 순 우리말을 배워보는 코너 (이창수 선생님·

토박이말바라기 맡음빛)

### 화요일
- 우리를 지켜요: 국민생명지키기 3대 프로젝트(자살, 산업재해, 교통)을 주제로 위험으로부터 우리의 생명을 지킬 수 있는 방법을 알아보는 코너(정신건강복지센터 이현옥 상임팀장, 산업안전보건공단, 경찰청 오창권 경사)
- 사운드 오브 뮤지컬: 음악과 춤, 이야기가 있는 뮤지컬을 하나씩 알아보고 각 뮤지컬의 대표곡을 들어보는 코너(장현정 배우)

### 수요일
- 향기 가득 클래식: 우리에게 친숙한 클래식으로 편안한 아침을 열어보는 코너(배우민 작곡가)
- 경남역사 길라잡이: 역사와 예술, 여행을 아울러 경남 지역을 배워보는 코너(김연진 YMCA 역사교육 전임강사)

### 목요일
- 소리누리, 우리가락: 우리의 가락을 명창과 연주자, 설화 등 이야기로 풀어가는 코너(허은정 문화예술원 자람 팀장)
- 우리가 사랑한 재즈: 오랜 기간 우리와 사랑해온 스탠더드 재즈 그리고 그 곡을 부른 재즈 싱어를 알아가며 재즈와 친해지는 코너(김수미 재즈보컬리스트)

### 금요일
- LIVE IT UP!: 라이브 음악과 함께 팝 뮤지션의 뒷 이야기를 들어보는 음악 감상 코너(송명하 파라노이드 편집장)
- 책방 정류장: 근·현대 한국 소설을 함께 감상하며, 과거를 추억하고 새로운 책을 발견하는 코너(김주현 인제대 교수)